# 塔澤哈巴德喬馬克斯坦村
塔澤哈巴德喬馬克斯坦村（波斯語：‎），是伊朗吉兰省阿姆拉什县中央區北阿姆拉什鄉的村。2006年人口普查顯示該村有21个家庭，人口为73人。